# Scomberomorus maculatus
Scomberomorus maculatus es una especie de peces de la familia Scombridae en el orden de los Perciformes. En México es conocido como sierra y es muy apreciado para la realización del ceviche.

## Morfología
• Los machos pueden llegar alcanzar los 91 cm de longitud total y los 5.890 g de peso.

## Distribución geográfica
Se encuentra en el  Atlántico occidental: desde el Canadá hasta las costas del Golfo de México, incluyendo Florida (Estados Unidos ) y Yucatán (México ).